# おつかいありさん
『おつかいありさん』は、関根榮一作詞、團伊玖磨作曲の日本の童謡である。1950年、NHKのラジオ番組『幼児の時間』のために作られた。
1945年（昭和20年）10月、NHKは戦争の激化で一時中断していた幼児番組『幼児の時間』の放送を再開、1949年（昭和24年）8月からは『うたのおばさん』を新設した。当時の童謡はレコードで広められる「レコード童謡」が多く、しばしば商業的利益が優先され、幼児の生活からはかけ離れた内容となっていた。歌い手は童謡歌手と呼ばれる少女が主体で、こうした少女に期待されたのは愛らしい振り付けで大人の目を引くことであった。NHKは幼児番組の再構築にあたり、作り手には若いながらも本格的に音楽を学んだ作曲家を、歌い手には歌唱経験の豊かな「おばさん」を起用することで、それまでの童謡とは異なる、真に幼児のための歌を作り出そうとした。『おつかいありさん』もこうした流れの中で作られた曲の一つである。
『おつかいありさん』を作詞した関根は当時私鉄の駅員で、詩は好きだったものの、童謡には特に関心を持っていたわけではなかった。ところが戦時中に同じ職場で働いていた作曲家と町で偶然再会、NHKに紹介するから幼児向けの歌を書いたらどうか、と勧められ、本作の作詞をすることになった。関根が童謡と言われて想起したのは北原白秋であったが、幼児に白秋のような詩は理解できないのではないかと考え、幼児が生活する範囲にあるものを、見たままに描くことにした。詞は1950年3月15日に完成した。関根の詞は唐突な導入が目を引き、擬態語を多用した内容で、単純ながら幼児には親しみやすい詞となった。また科学的に見ると、実際には衝突回避能力に優れた生物であるアリが意図せず他のアリとぶつかってしまうという設定には難があるものの、その他では科学的にも正確な描写となっていた。完成した詞をNHKに持ち込み、作曲者の希望を尋ねられた関根は、自分と同年代の作曲家を希望したが、人選は担当者に一任して帰宅した。
その結果この曲の作曲を担当することになったのが、1948年からNHKの専属作曲家となっていた團であった。團は当時のレコード童謡を嫌い、自分のような若い世代が新しい童謡を作り出さなければならないと自負、自ら幼児番組を志望して『幼児の時間』を担当していた。團は幼時に飽くことなくアリを観察した原体験からアリには馴染みがあり、促音の多い関根の詞にもさほど悩むこともなく曲を書き上げた。
完成した曲は1950年6月に番組で発表され、以降も歌い継がれる一曲となった。
1950年代、團はこの曲に続いて『ぞうさん』『やぎさん ゆうびん』と動物を取り上げた曲を書いた。また関根は『おつかいありさん』をきっかけに子供向けの作品を手がけるようになり、『かえるのうた』では再び團と共作した。1975年（昭和50年）には童謡集を『おつかいありさん』の題名で出版、日本童謡賞・赤い鳥文学賞特別賞を受賞した。
2014年の保育士実技試験課題曲に取り上げられた。
「Little Ant Goes Shopping」（英訳詞：井口紀子）という英語版も存在する。

## 出版
- 関根栄一（詩）丸木俊（絵）『おつかいありさん』<国土社の詩の本 14>、国土社、1975年。
- 團伊玖磨（作曲）『團伊玖磨選集「ぞうさん」』<現代こどもの歌秀作選>、河合楽器製作所、1996年。ISBN 4-7609-4359-5。